# Милли, Марк
Марк Алексэндер Милли (англ. Mark Alexander Milley; род. 20 июня 1958, Уинчестер, Массачусетс) — генерал армии США в отставке, 20-й председатель Объединённого комитета начальников штабов с 1 октября 2019 по 30 сентября 2023 года, ранее — 39-й глава штаба Армии США.

## Биография
Окончил школу Белмонт-хилл, получил степень бакалавра политологии в Принстонском университете защитив 185-страничную дипломную работу посвящённую анализу организации партизанских революционных движений, курс по международным отношениям в Колумбийском университете, курс по национальной безопасности и стратегическим исследованиям в военно-морском колледже, 21-й семинар центра международных исследований программы исследований национальной безопасности.
В 1980 году поступил на военную службу по окончании программы подготовки офицеров запаса Принстонского университета. Хотя он прошёл танковую подготовку, большую часть службы провёл в пехотных подразделениях.
Милли служил в 82-й воздушно-десантной дивизии, 5-й группе специальных войск, 7-й пехотной дивизии, второй пехотной дивизии, объединённом учебном центре боеготовности, 25-й пехотной дивизии, оперативном штабе Объединённого комитета, военным помощником министра обороны в Пентагоне.
Командовал:
- декабрь 2003 — июль 2005 года вторая бригада 10-й горнопехотной дивизии,
- июль 2007 — апрель 2008 года — заместитель командующего 101-й воздушно-десантной дивизии
- ноябрь 2011 — декабрь 2012 года — командующий десятой горной дивизией[10].
- 2012—2014 — командующий третьим корпусом армии США (Форт-Худ, штат Техас)[11].
- 2014—2015 — глава командования армии (Форт-Брэгг, штат Северная Каролина).
- 14 августа 2015 года назначен на пост главы штаба Армии США[8][12].

8 декабря 2018 года президент США Дональд Трамп сделал заявление о том, что номинирует Милли на пост председателя Объединённого комитета начальников штабов. 25 июля 2019 года Сенат США утвердил кандидатуру Милли абсолютным большинством голосов. Милли принёс присягу 30 сентября 2019 года. Как креатура Барака Обамы сумел внушить доверие Трампу, который присутствовал при принесении присяги новым председателем Объединённого комитета начальников штабов.
Милли торжественно передал пост председателя объединённого комитета начальников штабов генералу Чарльзу Брауну 29 сентября 2023 года, а его срок полномочий официально закончился 30 сентября.
В том же месяце CBS News отмечалось, что никто в США не был "вовлечен в украинский конфликт так глубоко", как он.
Женат.

### Исследование об Иракской войне
В 2018 году Милли участвовал в решении вопроса, стоит ли армии публиковать противоречивое исследование по Иракской войне. До принятия решения Милли заявил, что прочтёт исследование, объём которого составлял 0,5 млн слов на 1300 страницах текста в двух томах. Также он поручил независимой группе учёных изучить эту работу. Учёные оставили блестящие отзывы об этой работе, один из них даже отозвался о ней как о «золотом стандарте в официальной истории». Милли решил отложить публикацию, пока сам не изучит работу.
В сентябре 2018 года министр армии Марк Эспер и другие руководители армии решили дистанцироваться от исследования, считая его «независимой» работой авторов, а не проектом исследовательской группы операции «Свобода Ираку» главы штаба армии. После вопроса журналиста из Wall Street Journal в октябре 2018 года Милли изменил своё решение и приказал официально опубликовать работу с предисловием, которое он напишет. Он заявил, что команда исследователей «проделала чертовски хорошую работу», само исследование – «солидная работа» и заметил, что поможет опубликовать работу на праздниках.
Через несколько дней два конгрессмена из комитета по вооружённым силам (Джек Шпейер от Калифорнии и Рубен Галлего от Аризоны) написали письмо командованию армии выражая своё возмущение задержкой [публикации]. В пресс-выпуске сопровождающем письмо Милли и Эсперу (министр армии) Шпейер заявил: «Совершенно ясно, что армия не желает выносить на вид свои ошибки. Наши военные, Конгресс и американский народ заслуживают правды об уроках, которые извлекла армия, чтобы мы могли использовать эти уроки, чтобы избежать прошлых ошибок, которые обходятся дорого и часто приводят к человеческим потерям.» Исследование было опубликовано 17 января 2019 года.

## Боевой опыт
- Multinational Force and Observers, Синайский полуостров, Египет
- Вторжение США в Панаму
- Операция «Поддержка демократии», Гаити
- Operation Joint Endeavor, Босния и Герцеговина
- Иракская война
- Война в Афганистане (2001—2021)

## Награды и знаки отличия
| Значок боевого пехотинца со звездой (отмечающей повторное награждение) |
| Expert Infantryman Badge                                               |
| Special Forces Tab                                                     |
| Ranger tab                                                             |
| Master Parachutist Badge                                               |
| Special Operations Diver Badge                                         |
| Joint Chiefs of Staff Identification Badge                             |
| Army Staff Identification Badge                                        |
| Французский Parachutist Badge                                          |
| 101st Airborne Division Combat Service Identification Badge            |
| 506th Infantry Regiment Distinctive Unit Insignia                      |
| 10 Overseas Service Bars                                               |

| Медаль «За выдающуюся службу» с одним бронзовым дубовым листом               |
| Медаль «За выдающуюся службу» (Армия США) с тремя дубовыми листьями          |
| Медаль «За отличную службу» с двумя бронзовыми дубовыми листьями             |
| Орден «Легион почёта» с двумя дубовыми листьями                              |
| Бронзовая звезда с тремя дубовыми листьями                                   |
| Медаль «За похвальную службу» с серебряным дубовым листом                    |
| Похвальная медаль армии с четырьмя дубовыми листьями                         |
| Army Achievement Medal with oak leaf cluster                                 |
| Joint Meritorious Unit Award with oak leaf cluster                           |
| Meritorious Unit Commendation with three oak leaf clusters                   |
| Медаль «За службу национальной обороне» с одной бронзовой звездой за службой |
| Медаль экспедиционных вооружённых сил с двумя звёздами за службу             |
| Медаль «За кампанию в Афганистане» с тремя звёздами за кампанию              |
| Медаль «За Иракскую кампанию» с двумя звёздами за кампанию                   |
| Медаль «За службу в экспедиционных войсках глобальной войны с терроризмом»   |
| Медаль «За участие в глобальной войне с терроризмом»                         |
| Медаль «За защиту Кореи                                                      |
| Медаль «За гуманитарную помощь»                                              |
| Army Service Ribbon                                                          |
| Army Overseas Service Ribbon with bronze award numeral 5                     |
| Медаль НАТО за службу в ISAF с бронзовой звездой за службу                   |
| Multinational Force and Observers Medal                                      |
| Орден «За заслуги» (Франция), командор                                       |

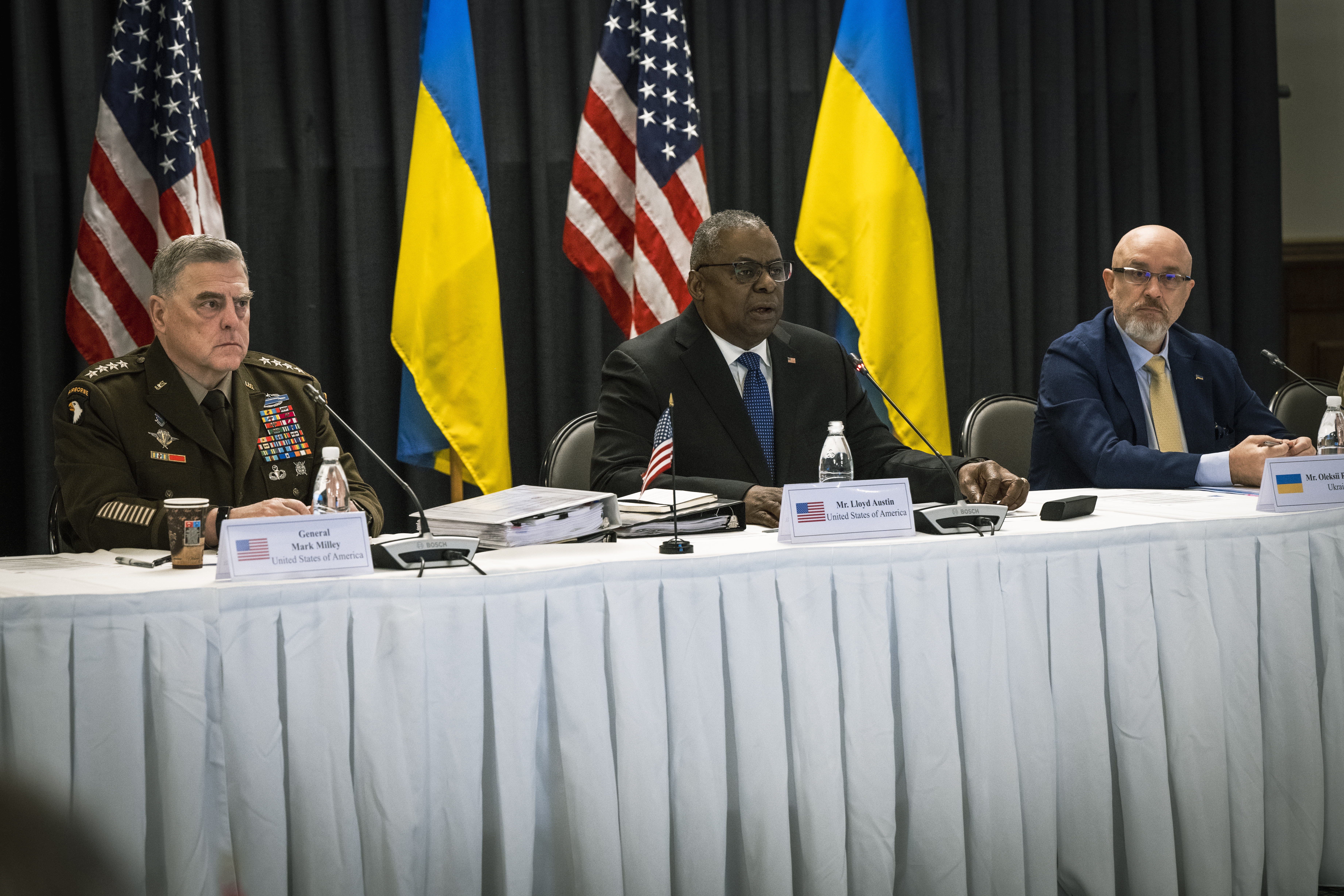
Участник встреч в формате Рамштайн

- Рыцарь-командор ордена Британской империи (военный отдел) (2024 год, Великобритания)[26].
- Орден князя Ярослава Мудрого II степени (23 августа 2022 года, Украина) — за значительные личные заслуги в укреплении межгосударственного сотрудничества, поддержку государственного суверенитета и территориальной целостности Украины, весомый вклад в популяризацию Украинского государства в мире[27].